# Slágerbarátság
A Slágerbarátság a Magyar Rádió tánczenei műsora volt az 1980-as években. A műsor alcíme: Szovjet dalok bemutató hangversenye a Pesti Vigadóból. A műsorsorozat állandó szerkesztője Bolba Lajos, aki számos olyan rádiós koncertműsor készítőjeként ismert, mint például a Tessék választani! vagy a Made in Hungary.

## Rádióműsor
A műsor minden évben november 7-én, a nagy októberi szocialista forradalom évfordulójának egykori ünnepnapján, vagy akörüli napokon hangzott el a Petőfi Rádióban, általában két részben. A felvételt néhány nappal korábban a Pesti Vigadóban rögzítették, közönség előtti hangversenyen. A produkcióban egyébként a dalok versengtek egymással. A hangversenysorozat a zenei stílusok széles skáláját vonultatta fel: magyar könnyűzenei előadók, színészek, country-, folk- és rockzenekarok, sőt, opera- és operetténekesek mutattak be magyar nyelvre lefordított szovjet táncdalokat. Az 1983-as és 1984-es eseményről néhány dal megjelent kislemezen, az 1987-ben pedig az addigi rendezvények dalaiból egy kazettaválogatást adtak ki, Slágerbarátság ’87 címmel.

## Fellépő művészek
A műsorban leggyakrabban szereplő előadók között volt Cserháti Zsuzsa, Ihász Gábor, Koós János, az Express, Kalmár Magda, Soltész Rezső, Pál Györgyi és Baracsi István. De olyan ismert művészek is felléptek, mint Aradszky László, Balázs Klári, Delhusa Gjon, Eszményi Viktória, Harangozó Teri, Horváth Attila, Karda Beáta, Korda György, Stefanidu Janula, Varga Miklós, az Apostol, a 100 Folk Celsius, a Bojtorján, a Kaláka,  a Bergendy-szalonzenekar, a Neoton Família, a Z’Zi Labor, Oszvald Marika, Bencze Ilona, Cseke Péter, Csongrádi Kata, Gergely Róbert, Harsányi Gábor, Hegedűs D. Géza, Kishonti Ildikó, Maros Gábor, Mikó István, Orosz Helga, Pálos Zsuzsa, Paudits Béla, Sztankay István.

## Legismertebb versenydalok
A rendezvényen bemutatott dalok közül – az internetnek is köszönhetően – máig is a legnépszerűbbek a következők:
- Pál Györgyi, Baracsi István:[2] Millió rózsaszál (Rajmond Paulsz–Andrej Voznyeszenszkij–S. Nagy István)[3]
- Cserháti Zsuzsa: Hattyúk[4] (Jevgenyij Martinov–Andrej Gyementyev–Bradányi Iván)[5]
- Neoton Família: Szent Iván éjjelén (Igor Nyikolajev–Pavel Zsagun)[6]

A Millió rózsaszál c. szerzeményt a Slágerbarátságon a Pál Györgyi–Baracsi István énekesházaspár adta elő, akik ezzel meg is nyerték az aktuális dalversenyt, de a dal Csongrádi Kata előadásában lett országosan ismert. Ezt a dalt eredetileg Alla Pugacsova énekelte oroszul. (Миллион роз)
Cserháti Zsuzsa szintén első helyezést ért el a Hattyúk c. dalával. Ennek eredeti előadója a zeneszerző Jevgenyij Martinov volt 1975-ben, de ugyanebben az évben megjelent Raisza Mkrtcsja tolmácsolásában is. A dal eredeti címe: Лебединая верность (Hattyúhűség).
A Neoton Família Szent Iván éjjelén c. produkciójának eredetijét szintén Alla Pugacsova énekli, Сто друзей (Száz barát) címmel.

## Előadók, dalcímek évekre bontva

### 1983[12][13]
- 100 Folk Celsius:  Szerencse kell[14]
- Ajtay Zsuzsa
- Apostol: Válaszút[15]
- Baracsi István, Pál Györgyi: Mágia[16]
- Bojtorján együttes:  Nem nősülök többé[17]
- Deák Erzsébet
- Express együttes: Úgy várj[18]
- Gergely Róbert
- Hangár
- Ihász Gábor: Fut az ősz[19]
- Interfolk: A meglepetés[20]
- Komár László
- Koós János: Fejed fölött a háztető[18]
- Korda György: Végre[19]
- Máté Péter: Csak az álom nem elég
- Pálos Zsuzsa: Esőgyűrű[14]
- Póka Éva
- Rodeo
- Soltész Rezső: Karakum
- Straub Dezső
- Turi Lajos
- Universal: Illúzió
- Vikidál Gyula: MIndenki katonája
- Zalatnay Sarolta

A Ráduó- és Televízióújság hirdetésében Vikidál Gyula neve nem szerepel, Kovács Katié azonban igen.

### 1984[22]
- 100 Folk Celsius:  Elrepültek az évek[23]
- Aradszky László:  Őszre jár[24]
- Balázs Klári
- Baracsi István, Pál Györgyi: Millió rózsaszál[25]
- Bergendy-szalonzenekar
- Cserháti Zsuzsa: Semmi sem változott[26]
- Express együttes: Rég láttalak[27]
- Hangár együttes
- Hit együttes: Végtelen homoktenger[23]
- Ihász Gábor: Te hívtál
- Kaláka együttes
- Karda Beáta
- Koós János: Ma újra tangó
- Könye Enikő
- Lenkei Péter és a Mustang
- Marcellina PJT
- Mikó István és a Pastoral együttes
- Munkácsi Sándor: Hív a tánc[28]
- Nagy Ludmilla
- Oszvald Marika
- Paudits Béla
- Prognózis együttes: Nem az a szó[29]
- Soltész Rezső: Vár az út[30]
- Stefanidu Janula, Roller együttes
- Varga Miklós Band: Miért menekülsz[29]

### 1985[31]
- Apostol
- Aradszky László: Hogy a szemem hol volt eddig
- Baracsi István, Pál Györgyi
- Bencze Ilona: Az öreg óra jár
- Cserháti Zsuzsa
- Csongrádi Kata
- Eszményi Viktória, Heilig Gábor
- Gergely Róbert: A vándortrombitás[32] (1. díj[33])
- Hangár
- Harsányi Gábor, Póka Éva: Ermitázs
- Hegedüs D. Géza
- Horváth Attila
- Ihász Gábor
- Kalmár Magda: Villon imája[32]
- Kishonti Ildikó
- Koós János: Itt az ószeres[32]
- Maros Gábor
- Mikó István: Megjöttem[34]
- Nagy Anikó: A földreszállt angyal[35]
- Rák Kati
- Solymos Antal: Zöld lámpa
- Szakály György
- Sztankay István

### 1986[36][37][38]
- Apostol
- Baracsi István, Pál Györgyi
- Böröndi Tamás
- Buvári Lívia
- Cseke Péter
- Cserháti Zsuzsa: Hattyúk (Hattyú-igazság)[39]
- Csongrádi Kata
- Gergely Róbert
- Ihász Gábor
- Juhász Róza: Ma még[40]
- Kalmár Magda: Hópelyhek
- Munkácsi Sándor
- Nagy Ludmilla
- Natalija Nurmuhamedova
- Nyertes Zsuzsa
- Orosz Helga
- Pál Éva és a Roller együttes: Ugyanúgy (De a végtelen nem múlik el)[41]
- Smog
- Soltész Rezső: Szerenád[40]
- Solymos Antal: Virágzó almafák[40]
- Straub Dezső
- Sunyovszky Szilvia
- Tallós Rita
- Turi Lajos: Április, május
- Z'Zi Labor: Szerelem a táborban[42]

### 1987[43]
- Balogh Ferenc
- Baracsi István, Pál Györgyi
- Berentei Péter: Túl a folyón, túl a hegyen
- Beregszászi Olga
- Bencze Ilona: Viszlát, mama
- Bogdányi Nelly: Nem velem[44][45]
- Cserháti Zsuzsa: Este van
- Csongrádi Kata
- Delhusa Gjon: Csak te és én (1. díj[46])
- Express: Szenyorita Grácia
- Gergely Róbert: Út a fényhez
- Harangozó Teri: Úgy élj[47]
- Harsányi Gábor, Póka Éva: Ermitázs
- Hűvösvölgyi Ildikó: Charlie
- Ihász Gábor
- Juhász Róza
- Kalmár Magda
- Marcellina PJT
- Nagy Ludmilla
- Neoton Família: Szent Iván éjjelén[48]
- Névtelen Nulla
- Pitti Katalin
- Soltész Rezső: Tetszik ez a város
- Tárkányi Tamara: Járom a várost[49]

### 1988[50]
- Bergendy-szalonzenekar
- Bontovics Kati
- Cserháti Zsuzsa
- Cseke Péter
- Beregszászi Olga
- Harangozó Teri
- Horváth Attila
- Marcellina PJT
- Mohó Sapiens
- Munkácsi Sándor
- Rózsaszín Bombázók
- Straub Dezső
- Szulák Andrea

## Kiadványok

### Kislemezek
| Műsor éve | Előadó                    | Dal                    | Katalógusszám | Megjelenés éve |
| --------- | ------------------------- | ---------------------- | ------------- | -------------- |
| 1983      | Express együttes          | Úgy várj               | SPS 70608/A   | 1984           |
| 1983      | Koós János                | Fejed fölött a háztető | SPS 70608/B   | 1984           |
| 1983      | Korda György              | Végre                  | SPS 70609/A   | 1984           |
| 1983      | Ihász Gábor               | Fut az ősz             | SPS 70609/B   | 1984           |
| 1983      | 100 Folk Celsius          | Szerencse kell         | SPS 70610/A   | 1984           |
| 1983      | Pálos Zsuzsa              | Esőgyűrű               | SPS 70610/B   | 1984           |
| 1984      | Prognózis                 | Nem az a szó           | SPS 70654/A   | 1984           |
| 1984      | Varga Miklós és együttese | Miért menekülsz        | SPS 70654/B   | 1984           |
| 1984      | Koós János                | Ma újra tangó          | SPS 70655/A   | 1984           |
| 1984      | 100 Folk Celsius          | Elrepülnek az évek     | SPS 70656/A   | 1984           |
| 1984      | Ihász Gábor               | Te hívtál              | SPS 70656/B   | 1984           |
| 1984      | Aradszky László           | Őszre jár              | SPS 70657/A   | 1984           |
| 1984      | Hit                       | Végtelen homoktenger   | SPS 70657/B   | 1984           |
| 1984      | Soltész Rezső             | Vár az út              | SPS 70658/B   | 1984           |

### Kazetta
Slágerbarátság ’87 (válogatás a korábbi évek Slágerbarátságaiból)
- Bencze Ilona – Az öreg óra
- Cserháti Zsuzsa – Hattyúk
- Eszményi Viktória, Heilig Gábor – Itt lesz az új Ladánk
- Express – Úgy várj
- Gergely Róbert – A vándor trombitás
- Juhász Róza – Ma még
- Kalmár Magda – Hópelyhek
- Koós János – Ma újra tangó
- Póka Éva, Harsányi Gábor – Ermitázs
- Soltész Rezső – Karakum
- Turi Lajos – Április, május

### Nagylemez
- Soltész Rezső: Valahol már találkozunk, A/5 (Karakum c. dal, 1983)